# Световна титла на AEW
Световната титла на AEW (на английски: AEW World Championship) е главната кеч титла на американската федерация All Elite Wrestling. Тя е представена на 25 май 2019 г. на Double or Nothing. Настоящ шампион е Джон Моксли.

## История
На 1 януари 2019 г. е основана федерацията All Elite Wrestling (AEW) и встъпителното ѝ събитие Double or Nothing е насрочено за 25 май. Разкриването на Световната титла е загатнато за първи път в канала на AEW в YouTube на 22 май, където актьорът и комик Джак Уайтхол хумористично се опитва да разкрие титлата, но не успява да я извади от своята чанта. По време на същия този видеоклип, Уайтхол разкрива, че победителят в кралската битка на Double or Nothing преди шоуто, наречена Casino Battle Royale, ще се изправи срещу победителя от главното събитие на Double or Nothing на бъдеща дата, за да се определи встъпителния Световен шампион на AEW. Casino Battle Royale е спечелен от Адам Пейдж, докато Крис Джерико побеждава Кени Омега на главното събитие, поставяйки началния мач за титлата. По време на Double or Nothing, кеч легендата Брет Харт разкрива пояса на Световната титла на AEW.
Малко след Double or Nothing, първият шампионатен мач е насрочен за събитието All Out на 31 август. На PPV-то Джерико побеждава Пейдж в главното събитие, за да стане първият световен шампион. На следващия ден полицията в Талахаси съобщава, че физическият шампионатен пояс е легитимно откраднат от лимузината на Джерико, докато той пътувал. На 4 септември полицейското управление в Талахаси намира и връща колана.

### Временен шампион
На 3 юни 2022 г. в епизод на AEW Rampage, действащият шампион Си Ем Пънк, който печели титлата само дни преди това на Double or Nothing, обявява, че е контузен и се нуждае от операция. Първоначално той иска да се откаже от титлата; обаче президентът на AEW Тони Хан решава, че временен шампион ще бъде коронован до завръщането на Пънк, след което Пънк ще се изправи срещу временния шампион, за да се определи безспорния световен шампион. За да определи междинния шампион, AEW създава елиминационни мачове за временната световна титла, които ще завършат в мач на AEW x NJPW: Forbidden Door на 26 юни, съвместно платено шоу между AEW и New Japan Pro-Wrestling (NJPW). Първите два мача се провеждат в епизода на AEW Dynamite на 8 юни. Казино Кралска битка открива шоуто, която Кайл О'Райли печели. След това О'Райли се изправя срещу номер едно в ранглистата Джон Моксли в главния мач на епизода, който Моксли спечелва. Третият мач се състои на 12 юни на Dominion 6.12 между Хироши Танахаши и Хирооки Гото, който Танахаши печели; Първоначално Танахаши трябва да се изправи срещу Пънк на Forbidden Door за титлата преди Пънк да се контузи. На Forbidden Door Моксли побеждава Танахаши, за да стане временен световен шампион на AEW. Пънк се завръща в началото на август и е победен от Моксли на 24 август в епизода на Dynamite в мач за определяне на безспорния шампион.
По време на медийната схватка (пресконференция) след All Out на 5 септември, Си Ем Пънк който току-що е спечелил втората си световна титла на шоуто, влиза в легитимна физическа свада зад кулисите с изпълнителните вицепрезиденти на AEW – Кени Омега, Мат Джаксън и Ник Джаксън, след обидни коментари, които той прави за тях и други кечисти по време на пресконференцията. В резултат на това, президентът на AEW Тони Хан отстранява всички участници. На 7 септември в епизода на Dynamite, Хан обявява, че и световната титла и титлите по тройки, държани от Елитът са вакантни. След това Хан обявява, че ще има турнир за коронясването на нов световен шампион на AEW. Турнирът на шампионите от Grand slam на AEW започва още същата вечер и продължава през епизодите на Dynamite и Rampage до завършването му в Dynamite: Grand Slam на 21 септември. Състезателите в турнира включват Брайън Даниелсън, Адам Пейдж, Сами Гевара, Дарби Алън, Крис Джерико и Джон Моксли. Във финала на турнира Моксли побеждава Даниелсън и печели титлата за рекорден трети път.

### "Истинската световна титла"
Си Ем Пънк се завръща от наказанието си в AEW за дебютния епизод на AEW Collision на 17 юни 2023 г. По време на изказването си той държи червена торба, която описва като съдържаща „нещо, което никога не е губил“. Следващия месец Пънк разкрива съдържанието ѝ, като това е коланът на Световната титла на AEW, който той печели на All Out през 2022 г. Впоследствие започва да нарича себе си "истинския световен шампион", тъй като никога не е бил побеждаван за титлата, и след това рисува със спрей черен X върху титлата (X е символ, който Пънк използва през цялата си кариера във връзка със своя стрейт едж начин на живот). Въпреки, че "Истинската световна титла" не е официално призната от AEW, Пънк защитава титлата в шоутата на AEW. Въпреки това, след нов легитимен инцидент зад кулисите, който се случва на All In на 27 август 2023 г., договорът на Пънк е прекратен и съответно историята с „Истинската световна титла“ отпада.